# Liacarus polychothomus
Liacarus polychothomus är en kvalsterart som beskrevs av Wen 1991. Liacarus polychothomus ingår i släktet Liacarus och familjen Liacaridae. Inga underarter finns listade i Catalogue of Life.